# Halyna Kuzmenko
Halyna Kuzmenko foi uma anarquista Ucraniana, fez parte do Exército Insurgente Makhnovista de Nestor Makhno com quem era casada. Foi a executora do líder do exército verde, o antissemita Nikifor Grigoriev, um desertor do exército bolchevique que aliado a setores ucranianos descontentes passou a combater os tropas sovietes e o exército tsarista, perseguindo também os judeus.
Galina Kusmenko nasceu em Pischtschanyj Brid no oeste de hoje ucraniano Kirovohrad Oblast.